# Love Gun
Love Gun é o sexto álbum de estúdio da banda Kiss, lançado  em junho de 1977 pela Casablanca Records, com tiragem inicial de 1 milhão de cópias. O Álbum alcançou a marca de disco de platina e se tornou o primeiro álbum da banda a alcançar o TOP 5 da lista Billboard 200. O disco foi remasterizado duas vezes, em 1997 e 2014. A faixa título desse disco está presente em todas as turnês da banda desde seu lançamento oficial.

## Bastidores
Este foi o primeiro álbum a ter a participação de Ace Frehley como vocal líder, tornando o álbum como o primeiro da história da banda em que todos os quatro membros fundadores cantam pelo menos 1 canção cada no disco. Este também é o ultimo disco da banda em que Peter Criss participa de todas as musicas, pois ele foi substituido em todas as canções pelo baterista de estúdio Anton Fig no disco Dynasty, exceto pela canção Dirty Livin', em que ele toca e canta.
A faixa "Christine Sixteen", composta por Gene Simmons teve seu solo de guitarra composto por Eddie Van Halen, e mantida por Ace Frehley na versão oficial.
Uma versão deluxe do disco foi lançada em 2014, com versões remasterizadas, e um segundo disco contendo versão demo, raridades ao vivo, e uma entrevista de 1977 com Gene Simmons.

## Títulos das Canções
| Side one |                        |             |         |  |
| N.º      | Título                 | Lead vocals | Duração |  |
| 1.       | "I Stole Your Love"    | Stanley     | 3:04    |  |
| 2.       | "Christine Sixteen"    | Simmons     | 3:14    |  |
| 3.       | "Got Love for Sale"    | Simmons     | 3:29    |  |
| 4.       | "Shock Me"             | Frehley     | 3:49    |  |
| 5.       | "Tomorrow and Tonight" | Stanley     | 3:40    |  |

| Side two |                      |             |         |  |
| N.º      | Título               | Lead vocals | Duração |  |
| 6.       | "Love Gun"           | Stanley     | 3:18    |  |
| 7.       | "Hooligan"           | Criss       | 3:01    |  |
| 8.       | "Almost Human"       | Simmons     | 2:49    |  |
| 9.       | "Plaster Caster"     | Simmons     | 3:27    |  |
| 10.      | "Then She Kissed Me" | Stanley     | 3:02    |  |

| Deluxe Edition Disc 2 |                                            |             |         |  |
| N.º                   | Título                                     | Lead vocals | Duração |  |
| 1.                    | "Much Too Soon" (Demo)                     | Simmons     | 3:23    |  |
| 2.                    | "Plaster Caster" (Demo)                    | Simmons     | 3:35    |  |
| 3.                    | "Reputation" (Demo)                        | Simmons     | 5:39    |  |
| 4.                    | "Love Gun" (Teaching Demo)                 |             | 2:14    |  |
| 5.                    | "Love Gun" (Demo)                          | Stanley     | 3:18    |  |
| 6.                    | "Gene Simmons Interview 1977"              |             | 6:59    |  |
| 7.                    | "Tomorrow and Tonight" (Instrumental Demo) | Stanley     | 3:46    |  |
| 8.                    | "I Know Who You Are" (Demo)                | Simmons     | 3:09    |  |
| 9.                    | "Love Gun" (Live in 1977)                  | Stanley     | 3:34    |  |
| 10.                   | "Christine Sixteen" (Live in 1977)         | Simmons     | 2:55    |  |
| 11.                   | "Shock Me" (Live in 1977)                  | Frehley     | 8:21    |  |

## Ficha Técnica
Kiss
- Gene Simmons Vocal / Baixo
- Peter Criss − Vocal / Bateria
- Paul Stanley − Vocal / Guitarra Ritmica
- Ace Frehley – Vocal / Guitarra Solo

Pessoal Adicional
- Eddie Kramer – Teclados em "Christine Sixteen", "Love Gun" and "I Stole Your Love"
- Jimmi Maelin - Congas em Almost Human
- Tasha Thomas, Ray Simpson e Hilda Harris − Backing Vocals em "Tomorrow and Tonight"